# Ligidium margaritae
Ligidium margaritae là một loài chân đều trong họ Ligiidae. Loài này được Borutzkii miêu tả khoa học năm 1955.